# Sinagoga Hekhal Haness
La Sinagoga Hekhal Haness (en francés: Synagogue Hekhal Haness; en hebreo: בית הכנסת היכל הנס) es una sinagoga en el barrio Malagnou de Ginebra en Suiza. Es el mayor de los seis lugares de culto judíos en la ciudad.
El edificio es de estilo moderno, sobrio y con una capacidad de 1.200 asientos fue inaugurado en 1972. La estructura de la sinagoga, construida en una planta baja incluye un jardín en el techo.
Los servicios religiosos siguen los ritos sefardíes. Un club para la juventud, un club deportivo se encuentran en la planta baja.